# نیروگاه بادی خواف
نیروگاه بادی خواف نام مزرعه تولید برق با استفاده از انرژی باد در ایران می‌باشد، که فاز نخست آن در سال ۱۴۰۲ در ۲۰ کیلومتری شهر خواف در استان خراسان رضوی راه‌اندازی گردید. در حال حاضر این مزرعه مجهز به ۴ عدد توربین ۲٫۵ مگاواتی است که توان تولید مجموعاً ۱۰ مگاوات برق را دارا بوده که در فاز دوم با افزایش تعداد توربین‌ها به ۳۰ عدد توان تولید نیروگاه به ۷۵ مگاوات و نهایتاً در فاز سوم با تعداد کل ۴۰ عدد توربین باد ۲٫۵ مگاواتی توان تولید نیروگاه به ۱۰۰ مگاوات برق خواهد رسید.

## ویژگی‌ها
این نیروگاه شامل ۴۰ واحد توربین بادی با ظریف هر کدام ۲٫۵ مگاوات می‌باشد. هر یک از توربین‌ها ۸۵ متر ارتفاع و دارای ۳۰۰ تن وزن می‌باشند. توربین‌ها ۳ پره‌ای بوده و طول هر پره ۵۳ متر می‌باشد. این توربین بادی شامل سه بخش پایه یا برج، موتورخانه و روتور است.